# 乱波
乱波（らっぱ）とは、三浦浄心の『北条五代記』（寛永18年・1641年刊）に用例のある、戦国大名に扶持されて、他国に忍び入り夜討ちなどをする集団である。風魔は乱波の大将として知られた。
少し時代が下って、元禄年間の『奥羽永慶軍記』の佐竹北条合戦の話にも用例がある。
19世紀初の『武家名目抄』は、透波（すっぱ）と乱波の違いについて、密かに活動するものを「透波」、騒がしく動静が整わないものを「乱波」と呼ぶと解釈しながら、同じ意味とも解釈し、関東では「乱波」、甲斐以西では「透波」という地理的な使い分けがあった、とも解釈している。